# Коттман, Готтфрид
Готтфрид (Гёпф) Коттман (нем. Gottfried Kottmann, 15 октября 1932, Цюрих — 6 ноября 1964, Рюдлинген, Шаффхаузен) — швейцарский гребец и бобслеист, бронзовый призёр летних Олимпийских игр 1964 года в соревнованиях одиночек, трёхкратный чемпион Европы в академической гребле, бронзовый призёр чемпионата мира 1960 года в бобслее.

## Биография
Заниматься греблей Коттман начал в 13 лет в клубе Belvoir Ruderclub в Цюрихе. Готтфрид выступал практически во всех гребных дисциплинах, завоёвывая титул национального чемпиона. Первую значимую международную победу швейцарский гребец одержал в 1954 году, став вместе с Рольфом Штойли и рулевым Вальтером Лудиным чемпионом Европы в двойках. Через год швейцарский экипаж защитил свой чемпионский титул. В 1956 году швейцарская двойка была одним из претендентов на олимпийское золото, однако страна бойкотировала Игры в Мельбурне. В 1957 году Готтфрид в составе четвёрки с рулевым завоевал очередную награду европейского первенства. Спустя год Коттман и Штойли вместе с рулевым Вернером Эреншпрегером выиграли бронзу чемпионата Европы. В 1959 году Коттман стал трёхкратным чемпионом Европы, победив в соревнованиях четвёрок.
На летних Олимпийских играх 1960 года в Риме Готтфрид выступал в составе четвёрки. Швейцарский экипаж сумел пробиться в финал соревнований, но занял там последнее 6-е место. Вскоре Коттман стал выступать в одиночках. В 1963 году он выиграл престижные соревнования Diamond Challenge Sculls, проводившиеся в рамках Королевской регаты Хенли, а также стал шестым на чемпионате мира. В 1964 году Коттман принял участие в соревнованиях одиночек на летних Олимпийских играх в Токио. Швейцарский гребец уверенно преодолел первый раунд, опередив новозеландца Мюррея Уоткинсона более чем на 5 секунд. В финале, который прошёл в день рождения Коттмана, борьба за золотую медаль развернулась между советским гребцом Вячеславом Ивановым и немцем Ахимом Хиллем. На отметке 500 метров Коттман шёл на последнем месте, но уже к середине дистанции вышел на четвёртое место, отставая от аргентинца Альберто Демидди всего на 0,22 с. За 500 метров до финиша швейцарец вновь откатился на последнее место, уступая в борьбе за бронзу почти 6 секунд, однако мощный финишный рывок позволил Коттману опередить всех своих конкурентов и стать бронзовым призёром Олимпийских игр.
Помимо академической гребли Коттман активно занимался бобслеем. На счету Готтфрида три титула чемпиона Швейцарии в четвёрках. В 1960 году швейцарский экипаж с Коттманом в составе стал бронзовым призёром чемпионата мира в Кортина-д’Ампеццо. В тот год бобслей не вошёл в программу зимних Олимпийских игр в Скво-Вэлли, так что фактически это было соревнование уровня Олимпийских игр.
Готтфрид Коттман служил в кантональной полиции Цюриха. 6 ноября 1964 года, спустя всего три недели после завоевания олимпийской медали, Коттман утонул в Рейне в районе города Рюдлинген, принимая участие в военных учениях в качестве водолаза. В тот же самый день погиб велосипедист Хуго Коблет, поэтому этот день считается «чёрным днём» швейцарского спорта. Коттман прожил одну из самых коротких жизней, после того как выиграл олимпийскую медаль.
За достижения в академической гребле ежегодно спортсменам в Швейцарии вручается медаль имени Готтфрида Коттмана.